# Ontwikkelingskabinet III
Het Ontwikkelingskabinet III (Indonesisch: Kabinet Pembangunan III) was een Indonesisch kabinet dat regeerde in de jaren 1978-1983, onder leiding van president Soeharto en vicepresident Adam Malik. Het Ontwikkelingskabinet III was het derde van zeven 'ontwikkelingskabinetten' van Soeharto in zijn periode van Nieuwe Orde, die zou duren tot 1998.

## Kabinetsprogramma
Het derde Ontwikkelingskabinet formuleerde zeven doelen:
1. Sociale rechtvaardigheid en een eerlijke verdeling van inkomsten over de regio's en eilanden.
2. Hoge economische groei.
3. Nationale stabiliteit.
4. Een schone overheid.
5. Nationale eenheid.
6. Directe, vrije en geloofwaardige algemene verkiezingen.
7. Uitvoering van een onafhankelijk en actief buitenlands beleid.

Specifiek was het de bedoeling om het tweede vijfjarig ontwikkelingsplan (Pembangunan Lima Tahun II of PeLiTa II) te voltooien en het derde vijfjarig ontwikkelingsplan op te zetten. Er zouden uiterlijk in 1982 verkiezingen gehouden moeten worden (de parlementsverkiezingen van 1982 vonden uiteindelijk plaats op 4 mei).

## Samenstelling
In eerdere kabinetten waren er al verscheidene keren 'coördinerend ministers' aangewezen, die een hogere positie hadden dan de 'gewone' ministers. President Soeharto had het ambt van coördinerend minister voor het voorgaande Ontwikkelingskabinet II afgeschaft, maar voerde dat nu weer in. Sindsdien heeft deze functie altijd bestaan, zowel tijdens de rest van de Nieuwe Orde onder Soeharto tot 1998 als sinds de Reformasi daarna.
Soeharto voerde ook de functie van staatssecretaris of 'onderminister' (menteri muda) weer in. Op zes ministeries werden onderministers toegevoegd voor onderwerpen die specifiek de aandacht hadden van de president. Aldus kwamen er onderministers voor jongerenzaken, vrouwenzaken, huisvesting, transmigratie, voedselproductie en coöperaties.

### President en vicepresident
| President | President | Vicepresident | Vicepresident |
| --------- | --------- | ------------- | ------------- |
| Soeharto  |           |               | Adam Malik    |

### Coördinerend ministers
| Nr. | Ministerspost                                                                        | Minister | Minister            | Partij |
| --- | ------------------------------------------------------------------------------------ | -------- | ------------------- | ------ |
| 1   | Coördinerend Minister voor Politieke en Veiligheidszaken                             |          | Maraden Panggabean  | Golkar |
| 2   | Coördinerend Minister voor Economie en Financiën / Hoofd van het Planningsagentschap |          | Widjojo Nitisastro  |        |
| 3   | Coördinerend Minister voor Volkswelvaart                                             |          | Surono Reksodimedjo |        |

### Ministers
| Nr. | Ministerspost                                                       | Minister                          | Minister                           | Partij |
| --- | ------------------------------------------------------------------- | --------------------------------- | ---------------------------------- | ------ |
| 4   | Minister van Binnenlandse Zaken                                     |                                   | Amirmachmud (tot 1 oktober 1982)   |        |
| 4   | Minister van Binnenlandse Zaken                                     |                                   | Soedharmono (vanaf 1 oktober 1982) | Golkar |
| 5   | Minister van Buitenlandse Zaken                                     |                                   | Mochtar Kusumaatmadja              |        |
| 6   | Minister van Defensie en Veiligheid / Commandant der Strijdkrachten |                                   | Muhammad Jusuf                     |        |
| 7   | Minister van Justitie                                               |                                   | Mudjono (tot 18 februari 1981)     |        |
| 7   | Minister van Justitie                                               | Ali Said (vanaf 18 februari 1981) |                                    |        |
| 8   | Minister van Informatie                                             |                                   | Ali Moertopo                       |        |
| 9   | Minister van Financiën                                              |                                   | Ali Wardhana                       |        |
| 10  | Minister van Handel en Coöperaties                                  |                                   | Radius Prawiro                     |        |
| 11  | Minister van Landbouw                                               |                                   | Soedarsono Hadisapoetro            |        |
| 12  | Minister van Industrie                                              |                                   | Abdoel Raoef Soehoed               |        |
| 13  | Minister van Mijnbouw en Energie                                    |                                   | Subroto                            |        |
| 14  | Minister van Openbare Werken                                        |                                   | Purnomosidi Hadjisarosa            |        |
| 15  | Minister van Transport                                              |                                   | Roesmin Noerjadin                  |        |
| 16  | Minister van Onderwijs en Cultuur                                   |                                   | Daoed Joesoef                      |        |
| 17  | Minister van Gezondheid                                             |                                   | Suwardjono Surjaningrat            |        |
| 18  | Minister van Godsdienst                                             |                                   | Alamsjah Ratoe Perwiranegara       |        |
| 19  | Minister van Sociale Zaken                                          |                                   | Sapardjo                           | Golkar |
| 20  | Minister van Arbeid en Transmigratie                                |                                   | Harun Al-Rasjid Zain               |        |

### Ministers van staat
| Nr. | Ministerspost                                              | Minister | Minister                  | Partij |
| --- | ---------------------------------------------------------- | -------- | ------------------------- | ------ |
| 21  | Minister van Staat voor Toezicht op het Overheidsapparaat  |          | J.B. Sumarlin             |        |
| 22  | Minister van Staat voor Toezicht op Ontwikkeling en Milieu |          | Emil Salim                |        |
| 23  | Minister van Staat voor Onderzoek en Technologie           |          | Bacharuddin Jusuf Habibie | Golkar |
| 24  | Minister / Staatssecretaris                                |          | Soedharmono               | Golkar |

### Onderministers
| Nr. | Ministerspost                        | Minister | Minister         | Partij |
| --- | ------------------------------------ | -------- | ---------------- | ------ |
| 25  | Onderminister van Volkshuisvesting   |          | Cosmas Batubara  | Golkar |
| 26  | Onderminister van Coöperaties        |          | Bustanil Arifin  |        |
| 27  | Onderminister van Jongerenzaken      |          | Abdul Gafur      | Golkar |
| 28  | Onderminister van Voedselproductie   |          | Achmad Affandi   |        |
| 29  | Onderminister van de Rol van Vrouwen |          | Lasiyah Soetanto |        |
| 30  | Onderminister van Transmigratie      |          | Martono          |        |

### Beambten met de status van minister
| Nr. | Ministerspost                                                              | Minister                              | Minister                        | Partij |
| --- | -------------------------------------------------------------------------- | ------------------------------------- | ------------------------------- | ------ |
| 23  | Procureur-generaal                                                         |                                       | Ali Said (tot 18 februari 1981) |        |
| 23  | Procureur-generaal                                                         | Ismail Saleh (vanaf 18 februari 1981) |                                 |        |
| 24  | Gouverneur van de Centrale Bank                                            |                                       | Rachmat Saleh                   |        |
| 25  | "Pangkopkamtib": Commandant voor het Herstel van Vrede, Veiligheid en Orde |                                       | Sudomo                          |        |